# Florian Zapletal
Florian Zapletal (10. června 1884, Bochoř – 16. října 1969, Praha) byl moravský historik umění, novinář, fotograf a voják.

## Život
Narodil se v rolnické rodině Františka Zapletala a Coelestiny rozené Chytilové. V roce 1947 se oženil s Marií Cimbalovou.
První, čtvrtý a šestý ročník studoval na gymnáziu v Přerově. Maturoval v roce 1905 na gymnáziu v Místku. Poté se zapsal v oboru Dějiny literatury a umění na Filozofickou fakultu Univerzity Karlovy, kde byl žákem Tomáše Garrigue Masaryka. V roce 1907 narukoval do Rakousko-uherské armády a vojenskou službu strávil v chorvatské Pule. Po návratu z armády pokračoval ve studiu dějin a teorie umění u Maxe Dvořáka na Vídeňské univerzitě. Studia dokončil na Univerzitě Karlově u Otakara Hostinského.
Po ukončení studií působil jako novinář v časopisech Obzor (Přerov), Pozor (Olomouc) a Čas (Praha). V roce 1914 byl povolán do armády a odeslán na východní frontu. Dne 14. listopadu 1914 přešel s celou jednotkou na ruskou stranu. Nejprve byl v zajateckém táboře v Nižním Novgorodu. Od roku 1915 pracoval jako hlavní redaktor časopisu Čechoslovák: věstník Svazu česko-slovenských spolků na Rusi v Petrohradu. Současně navštěvoval přednášky na Petrohradské univerzitě. V roce 1917 zde byl svědkem Říjnové revoluce. Přesídlil do Moskvy, kde na místo časopisu Čechoslovák začal vycházet Československý deník.
Po návratu do Československa byl v letech 1919–1921 poradcem pro vojenské věci guvernéra Podkarpatské Rusi v Užhorodě. Roku 1922 získal doktorát na brněnské univerzitě. Později pak působil v různých funkcích jako historik a archivář na ministerstvech národní obrany (ředitel Vojenského archivu, 1926–1939) a školství a národní osvěty. V roce 1941 byl penzionován v hodnosti majora. Po roce 1945 působil jako správce fotooddělení Vojenského historického ústavu v Praze. V Praze XVI. Smíchov bydlel na adrese Nábřeží legií 12.
Po jeho smrti v roce 1969 se sbírka jeho negativů dostala do Národního ústavu lidové kultury ve Strážnici a do Múzea ukrajinské kultúry ve Svidníku. Část dědictví zachránil Mykola Mušynka, část dědictví – především Zapletalovy rukopisy – však byly zničeny.

## Dílo
Zabýval se především dokumentací Rusínských kostelů – cerkví na Slovensku a na Zakarpatské Ukrajině. Kreslil je již v době své vojenské služby v této oblasti v roce 1914. Po skončení první světové války je pak začal dokumentovat fotograficky. Po skončení své funkce v roce 1921 zde trávil svou dovolenou v letech 1923 a 1925.

### Spisy
- Drahotuše jindy a nyní: stručná monografie starobylého toho města v Pobečví – Drahotuše: vlastním nákladem, 1907
- Jan Sarkander "Rubín Moravy" – Olomouc: Pozor, 1911
- Světový malíř – Hanák. Listy z dějin moravského baroku: [o Martinu Chvátalovi] – Olomouc: 1914
- Rusíni a naši buditelé – Praha: Kolokol, 1921[5]
- Ruské umění Františka Táborského – Olomouc: v. n., 1922[5]
- Horjanská rotunda – Olomouc: v. n., 1923[5]
- Umělecko-historické objevy v revolučním Rusku – Olomouc: v. n., 1923
- Beloveža: [zvláštní otisk z "Pozora" ze dne 5., 12. a 16. dubna 1925] – Olomouc: v. n., 1925
- Králova bibliografie Podkarpatské Rusi – Olomouc: v. n., 1925
- Podkarpatská Rus ve starší statistice – Olomouc: v. n., 1925
- Dřevěný kostelíček v Nýdku na Těšínsku – Olomouc: v. n., 1925
- Jasiňa a Karlovice – Olomouc: v. n., 1925
- A. I. Dobrjanskij a naši Rusíni r. 1849–1851 – Praha: v. n., 1927[4]
- Moravský sochař Bohumír Fritz (Fritsch), Olomouc: Pozor, 1928
- O památkách Přerova nad Bečvou – Přerov: Obzor, 1929
- Ze staré kulturní Hané – 1929
- Bývalý Bratrský Sbor v Lipníku nad Bečvou – Přerov: Obzor, 1930
- Mistr Jan Černý a poslední pobyt Viléma z Pernštejna na rodné Moravě – Olomouc: 1931
- Zkáza Přerova r. 1438 smyšlenkou: [z přerovských dějin před 500 roky] – Přerov: Obzor, 1933
- První Fritschova práce na Moravě – Brno: Moravan SKA, 1934
- Hrad Svrčov a Lázně Teplice u Hranic – Přerov: Obzor, 1935
- Hrad Teplice nad Bečvou – Hranice: Přehled, 1935?
- Kostel sv. Jiří v Přerově – Přerov: Alois Čáp, 1936
- Malíř Chvátal z Němčic na Hané: k výročí jeho narozenin 28. října 1736 – Přerov: Obzor, 1936
- Prvních sto let v dějinách města Přerova – Přerov: Obzor, 1936
- Přerov a okolí za markrabího Jana – Přerov: Obzor, 1936
- Přerov v minulosti – Přerov: v., n., 1936
- Vilém z Pernšteina na Hranicích – Hranice: Přehled, 1936
- Viktorin ze Žerotína a na Hustopečích nad Bečvou – Přerov: v. n., 1937
- Tas Václav Podstatský z Prusinovic a na Čekyni – Přerov: v. n., 1938
- Počátky husitství v Přerově a v jeho širším okolí: vztahy Jana Jiskry z Brandýsa k Přerovsku – Přerov: Jar. Strojil, 1938
- Přemek z Víckova a na Bystřici pod Hosteynem – Přerov: s. n., 1938
- Rozsévači Donnerova sochařského umění na Moravě, Přerov: Jar. Strojil, 1938
- Z minulosti Hranic nad Bečvou – Přerov: v. n., 1939
- Z minulosti Hostýna a Bystřice – Dolní Újezd u Lipníka: Záhorská kronika, 1939
- Bochoř u Přerova r. 1828 – Přerov: v. n., 1941
- Skalka aneb Hradisko v Předmostí u Přerova – Přerov: Obzor, 1941
- Akademický sochař František Hirnle v Kroměříži – Brno: Musejní spolek, 1958
- Přerov za válek husitských – Přerov: MNV, 1965

### Jiné
- Album velezrádců: velezrádné rejdy Čechů za hranicemi – s předmluvou Floriána Zapletala. Praha: Alois Hynek, 1919
- Florián Zapletal – Drevené chrámky juhokarpatských Rusínov: Východoslovenská galéria Košice: 21. december 1990–20. január 1991; obrázky. Košice: Východoslovenská galéria, 1991
- Po stopách využívání vodní a větrné energie na Hranicku – texty napsala Hana Černochová ... [et al.]; historické fotografie Floriana Zapletala. Střítež nad Ludinou: Mikroregion Rozvodí, 2005

Své fotografie publikoval v časopisu Český lid v letech 1924 a 1925. Knižně se mu své fotografie vydat nepodařilo. Byly použity teprve po jeho smrti mmj. v publikaci:
- MAGOCSI, Paul R. Holzkirchen in Den Karpaten/Wooden Churches in the Carpathians. Wien: W. Braumuller, 1982. Dostupné online. ISBN 3-7003-0311-4. (německy/anglicky)